# Arturo Diaconale
Arturo Diaconale (Montorio al Vomano, 8 settembre 1945 – Roma, 1º dicembre 2020) è stato un giornalista, politico e dirigente sportivo italiano, membro del Consiglio di amministrazione della Rai dal 4 agosto 2015 fino a luglio 2018. Dal 1º agosto 2016 fino alla morte è stato responsabile della comunicazione della Società Sportiva Lazio e portavoce del presidente Claudio Lotito.
È morto nel 2020 all'età di 75 anni.

## Giornalismo
Abruzzese di nascita e romano di adozione, dopo la laurea in giurisprudenza alla Sapienza iniziò l'attività giornalistica nella redazione romana del Giornale di Sicilia (1973). Nel 1976 divenne giornalista parlamentare. Nel 1980 divenne capo della redazione romana ma nel 1985 passò come redattore parlamentare a Il Giornale, allora diretto da Indro Montanelli, diventando commentatore di politica interna. Nel 1992 lasciò Il Giornale e divenne redattore capo di Studio Aperto, testata giornalistica dell'emittente televisiva Italia 1. L'anno successivo fu nominato direttore del settimanale L'Opinione, che Diaconale trasformò in quotidiano diventato successivamente L'Opinione delle libertà, che ha lasciato nel 2020 dopo 27 anni ininterrotti alla direzione.
Nel 1995 ha ideato e condotto una trasmissione giornalistica su Rai 3, dal titolo Ad armi pari e negli anni successivi ha partecipato come opinionista a tutti i principali talk show italiani. Si è occupato anche di temi sindacali divenendo un esponente di punta della componente moderata del sindacato dei giornalisti italiani. Insieme a colleghi come Giuliana Del Bufalo, Diaconale si è battuto e ha contribuito a modificare in senso profondamente migliorativo il contratto nazionale di lavoro.
Oltre all'attività nella carta stampata, nella televisione e nell'editoria si è anche dedicato all'organizzazione di convegni internazionali sui grandi temi storici e politici. Vi hanno partecipato scrittori ed intellettuali di grande spessore, sia italiani che stranieri. In particolare, in qualità di segretario del Centro Studi Francesco De Sanctis, ha organizzato per la Provincia di Roma i convegni “L'uso politico della storia”, “Immagine e identità degli italiani”, “Europa e Occidente, identità a confronto”.

## Politica
Nel 1996 fu candidato al Senato per il Polo per le Libertà del Lazio, nel collegio di Rieti, ma fu sconfitto dal rappresentante dell'Ulivo e vicesegretario del PDS Gavino Angius, che lo distanziò di quasi cinque punti percentuali (47,4% contro 42,5%). Con l'ingresso di Forza Italia nel PPE, avvenuto nel 2000, Diaconale si pone in modo più critico rispetto a questo movimento e propone la nascita di un soggetto politico unitario che raccolga i liberali e i laici presenti nel centro destra. Nel 2001, assieme ad altri esponenti politici, tra cui Vittorio Sgarbi, fonda l'associazione Polo Laico con l'obbiettivo di varare una lista con esponenti laici vicini al centro destra per le elezioni politiche del 2001.
Nel 2004 avvia sul suo giornale un dibattito relativo alla Casa Laica, una lista che intende unire i movimenti vicini al centro destra. Ritenendo prioritario far tornare in Italia una forza liberale, Diaconale si impegna nello sforzo di unire i liberali e partecipa alla ricostituzione del Partito Liberale Italiano nel 2004. Partecipa anche alla nascita dei Riformatori Liberali nel 2005, del cui manifesto è uno dei primi firmatari.
Nel 2009, in vista del V congresso del Partito Liberale del 20 e 21 febbraio, si candida come segretario del partito con Marco Taradash come presidente del partito formando assieme la mozione "Italia liberale" che si scontrò aspramente con quella del segretario uscente Stefano De Luca "Democrazia liberale" che poi sarà quella che risulterà vincente. Nel marzo del 2009 viene nominato commissario straordinario del Parco nazionale del Gran Sasso e Monti della Laga, posizione che gli viene confermata come presidente del parco al termine del commissariamento il 7 luglio 2010.
Nel febbraio del 2014, istituisce il «Tribunale Dreyfus», una onlus nata per la riforma del sistema giudiziario italiano e dotata di un Soccorso Azzurro dedicato alle vittime dei casi di malagiustizia.
Il 4 agosto 2015 viene eletto membro del Consiglio di Amministrazione della Rai dalla Commissione di Vigilanza RAI.
Successivamente lascia la presidenza del "Movimento Vittime della Giustizia e del Fisco" e del Parco Nazionale del Gran Sasso e Monti della Laga.
Nel 2019 è promotore, insieme a Giuseppe Basini e Cinzia Bonfrisco, dell'associazione Destra Liberale Italiana.

## Incarichi istituzionali
- Ha ricoperto la carica di vice-segretario nazionale della Federazione Nazionale Stampa Italiana e di segretario dell'Associazione Stampa Romana;
- È stato fino al 2015 presidente del Parco nazionale del Gran Sasso e Monti della Laga[8];
- È stato presidente della Fondazione Gran Sasso d'Italia, ente che ha come fini essenziali la promozione e la valorizzazione del territorio;
- È stato membro del comitato scientifico della Fondazione Italia USA.

## Pubblicazioni
Arturo Diaconale è stato autore di numerosi saggi politici e, in particolare, nel 1995, della prima analisi del fenomeno di Mani pulite con il volume Tecnica post moderna del colpo di Stato, magistrati e giornalisti. Successivamente sono stati pubblicati: 
- Attacco alla libertà;
- Democrazia e libertà, scritto per Rubbettino con Davide Giacalone;
- Iran, Israele, l’olocausto nucleare (Koinè, 2006);
- Come ci vedono gli stranieri (in collaborazione con l'Istituto Italiano di Cultura);
- Santità! Ma possiamo continuare a dirci Cristiani?

Diaconale è stato autore anche di una serie di saggi apparsi sui volumi curati da Renato Brunetta e Vittorio Feltri, venduti in edicola insieme al quotidiano Libero, tra i quali:
- Veltroni Walter. Vita, miracoli & canzonette di un perdente di successo, 2007, SBN UBO3287548.